# Harry MacLean
Harry MacLean auch McLean oder Mac Lean (* 16. März 1908 in Berlin; † 3. Januar 1994 in Heidelberg) war ein deutscher Kunstmaler, Bildhauer, Sgraffito-, Glas- und Glockenzier-Künstler. Er schuf zahlreiche Werke überwiegend für kirchliche Auftraggeber, vor allem im Gebiet der Evangelischen Landeskirche Baden.

## Leben
Harry MacLean war der Sohn des Architekten Lauchlan (IV.) MacLean (1873–1952) und von Katharina, geb. Schellbach (1875–1957). Sein Urgroßvater war Lauchlan (II.) MacLean.
Er studierte ab 1929 bis 1938 an den Vereinigten Staatsschulen für freie und angewandte Kunst bzw. an der daraus hervorgegangenen Hochschule für Bildende Künste in Berlin; die maltechnischen  Grundlagen erlernte er dort bei Adolf Strübe, dessen Meisterschüler er 1937/38 war. Im Alter von 26 Jahren erhielt MacLean 1934 einen Lehrauftrag an der Berufsfachschule des Lette-Vereins, den er bis zu seiner Einberufung zum Kriegsdienst 1942 innehatte. 
Im Zweiten Weltkrieg war er als Kriegsberichterstatter in Frankreich und Norwegen eingesetzt. Nach kurzer Gefangenschaft kam er Ende 1945 als Mitarbeiter der Bauhütte der Heiliggeistkirche nach Heidelberg, wo er sich niederließ und bis zu seinem Tod lebte. 
In seinem Schaffen hatte er engen Kontakt mit Kirchenarchitekten wie Otto Bartning, Hermann Hampe (Leiter des Bauamtes der Evangelischen Landeskirche Baden)  und Rudolf Steinbach (Bürogemeinschaft Hampe und Steinbach). Von 1955 bis 1961 saß MacLean im Beirat des Ausschusses zur staatlichen Kunsthalle Baden-Baden. 1990 bis 1994 wurde er durch die Deutsche Künstlerhilfe des Bundespräsidialamtes gefördert, 1991 erhielt er den Heidelberger Willibald-Kramm-Preis.
Zu seinem Werk zählen neben Malereien und plastischen Werken insbesondere Kirchenfenster, sakrales Gerät und Glockenschmuck. In Zusammenarbeit mit dem Heidelberger Glockengießer Friedrich Wilhelm Schilling erneuerte er die Kunst des Glockenzierens. Rund 1000 Glocken wurden von ihm geschmückt, darunter Exemplare im Straßburger Münster (Regina-Pacis-Glocke), in der Frankfurter Paulskirche, im Freiburger Münster, in der Christ-König-Kirche in Eppelheim, am Dom zu Eichstätt (Franz-Xaver-Glocke im Nordturm, 1975) aber auch in Uganda, Windhoek, Chicago und Barcelona.
Als seine bekanntesten Arbeiten gelten die Deckenmalerei im Mittelschiff der Heidelberger Heiliggeist-Kirche und der Schmuck für die Bürgerglocke an der Frankfurter Paulskirche (eine der größten nach dem Zweiten Weltkrieg in Deutschland entstandenen Glocken; außer einer Inschrift trägt sie ein Bilderband mit Ereignissen der deutschen Geschichte von 1848 bis 1949).
Harry MacLean war zweimal verheiratet, in der ersten Ehe mit Pauline MacLean, geb. Caspar und in der zweiten Ehe mit Gisela MacLean, geb. Wittich. Er hinterließ zwei Söhne. Sein künstlerischer Nachlass wird im Landeskirchlichen Archiv in Karlsruhe aufbewahrt.

## Werke (Auswahl)

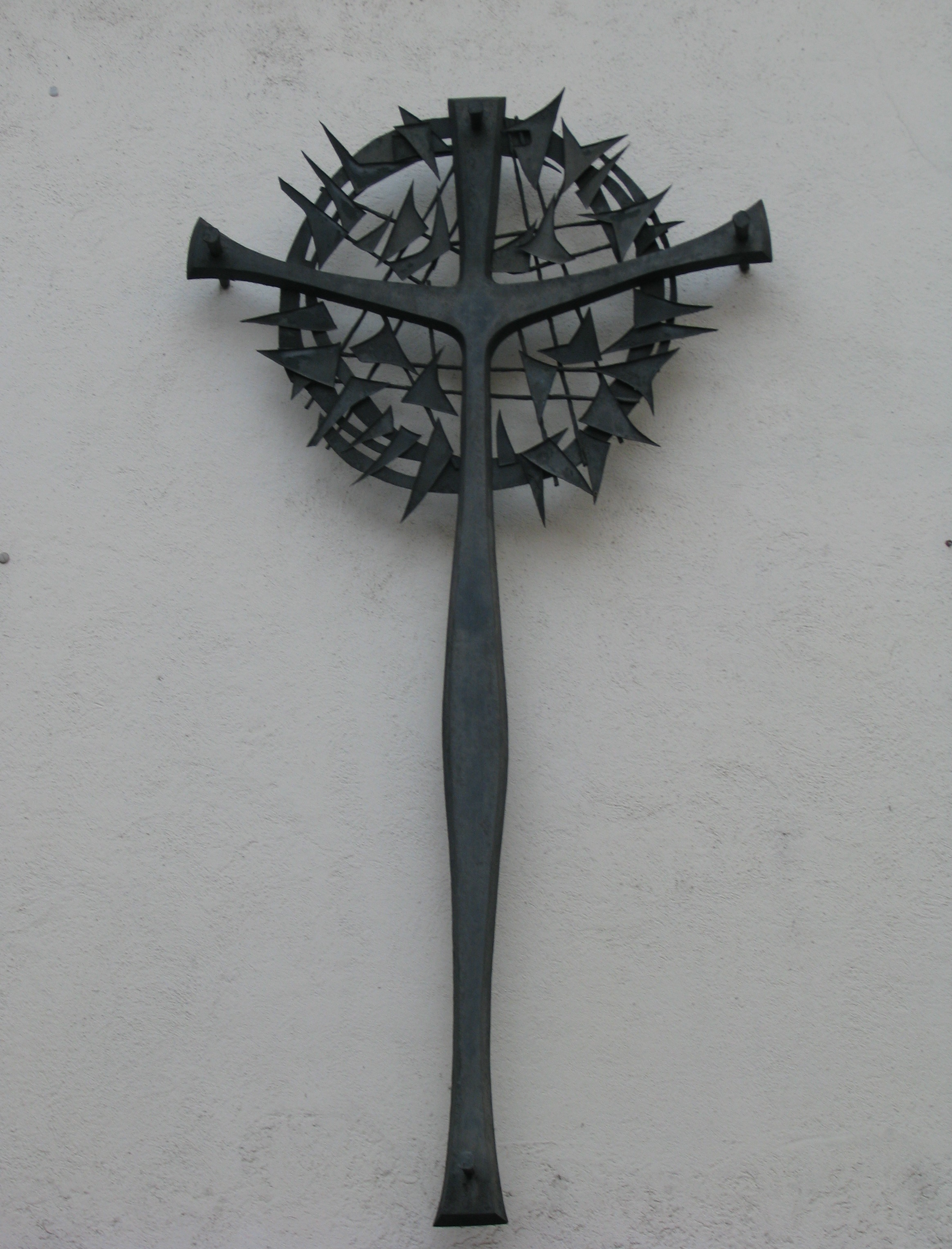
Bronzekreuz über dem Eingang der Erlöserkirche in Heidelberg

Mosaik im Haus der Patriotischen Gesellschaft, Hamburg

- Heidelberg, Heiliggeistkirche (evangelisch): Restaurierung und teilweise Ergänzung der Deckenmalerei im Mittelschiff, 1950er Jahre
- Heidelberg, Erlöserkirche (alt-katholisch): Entwurf von Eingangsportal, Bronzekreuz, Buntglasfenstern und Tabernakel, 1961/62
- Frankfurt am Main, Paulskirche (seit 1948 profan): Zier der Bürgerglocke, gegossen 1987
- Konstanz-Litzelstetten, Auferstehungskirche (evangelisch), 1969/70
- Reichenau, Heilig-Geist-Kirche (evangelisch): Buntglasfenster, Eingangsportal und Teile der künstlerischen Innenausstattung (Altarkruzifix aus Holz und weitere Prinzipalien sowie jeweils aus Bronze die Emporenbrüstung, das Treppengeländer zur Empore und die Heizkörperabdeckungen), Anfang der 1960er Jahre
- Wollmatingen, Christuskirche (evangelisch): Chorfenster (die anderen stammen vom Karlsruher Glasmaler Adolf Grosskopf)
- Baden-Baden, Spitalkirche (alt-katholisch): Türen aus Tombak (Entwurf, Ausführung Hayno Focken), Mitte der 1960er Jahre, Buntglasfenster, Tabernakel, jeweils 1950er Jahre
- Eppelheim, Pauluskirche (evangelisch): drei Buntglasfenster: Rundfenster über dem Altar („Jesus, der gute Hirte“), rundes Westfenster („Ausgießung des Heiligen Geistes“) und „Michaelsfenster“, 1953; außerdem Kirchentüre, Glockenzier und zwei Rundfenster („Schöpfung“, „Speisung in der Wüste“) an dem Anfang der 1990er Jahre angebauten Gemeindehaus
- Eppelheim, Christkönigkirche (römisch-katholisch): Glockenzier, um 1976
- Eppelheim, Rathaus: Glasmosaik „Flötenspielerin“ im Foyer des Bürgersaals (Geschenk der Familie MacLean; Gisela MacLean lebt im Ort)
- Ludwigshafen am Rhein, Friedenskirche: Altarbild (Glasmosaik in Anlehnung an das 1944 bei einem Fliegerangriff zerstörte Golgatha-Altarfresko von Max Slevogt), 1957; außerdem Zier der sechs Glocken
- Essen, Alt-Katholische Friedenskirche (alt-katholisch): Neugestaltung der vier im Zweiten Weltkrieg stark beschädigten großen Fenster des Jan Thorn Prikker (Motiv: vier Evangelisten), 1963
- Freiburg im Breisgau, Neue Ludwigskirche (evangelisch): Glaswand, 1950er Jahre (Bildprogramm nach Jesaja 40,31)
- Freiburg im Breisgau, Heilig-Geist-Kirche (im Uniklinikum): Entwurf des Mosaiks am Taufbecken, 1953
- Saarbrücken-St. Johann: vier Glaswände der Christuskirche (evangelisch) am Rotenbühl, Einweihung 1959
- Offenburg, Evangelische Stadtkirche, Offenburg: Hauptportal (Entwurf, Ausführung Anfang der 1960er Jahre durch Hayno Focken), Gedenkfenster für die Opfer der Weltkriege, Gedenkkassette (1962) mit Feldpostbriefen junger Offenburger aus dem Zweiten Weltkrieg
- Offenburg, Beichtkapelle des alten Kapuzinerklosters: Entwurf der drei Buntglasfenster, 1967
- Lampertheim, Domkirche (evangelische Lukasgemeinde): Entwurf der Chorfenster, 1956 (Ausführung: Glasmalerwerkstätte P. Meysen, Heidelberg)
- Worms, Magnuskirche: zwei Chorfenster (Westchor: „Christus Pantocrator“, Ostchor: „Der auferstandene Christus über dem brennenden Worms“), 1952/53
- Schönbrunn in Baden-Württemberg, Natursteinmosaik hinter dem Altar der evangelischen Jesus-Christus-Kirche am Berg von Allemühl, 1958
- Hamburg-Eilbek, Friedenskirche (evangelisch): Buntglasfenster (1960), Wandteppich (Entwurf, Ausführung 1982 R. Rottmann)
- Leimen-St. Ilgen, Dreifaltigkeitskirche (evangelisch): Buntglasfenster, 1968
- Karlsruhe, St. Stephan (römisch-katholisch): Zier der Marienglocke (1951) und der Stephansglocke (1966); letztere war bis 2004 die größte Kirchenglocke in Baden-Württemberg
- Hamburg, Haus der Patriotischen Gesellschaft: Mosaik über dem Treppenaufgang zum Saalgeschoss, 1961
- Schwanau-Ottenheim, Michaelskirche (evangelisch): zwei Chorfenster (Erzengel Michael im Kampf mit dem Drachen; mittleres der Südseite: Engel umhüllt die Seele der in Kriegen Gestorbenen und Vermissten, vier apokalyptische Reiter), Entwurf und Ausführung, Ende der 1940er Jahre
- Weinheim-Hohensachsen, Evangelische Kirche: vier Buntglasfenster im Altarraum (Motive: Zehn Gebote, Glaubensbekenntnis, Taufe, Abendmahl, Vaterunser), Ende der 1950er Jahre
- Weil am Rhein, Johanneskirche (evangelisch): Buntglasfenster (auf einer Seite als Oberlicht; Motiv: Abendmahlsbrot und ein von Planetenbahnen umgebenes Kreuz), Mitte der 1950er Jahre
- Östringen, St. Cäcilia (römisch-katholisch): Zier fünf neuer Glocken der Gießerei F.W. Schilling, 1966
- Ketsch, Evangelische Kirche: Chorfenster, 1956
- Straßburg, Straßburger Münster (Liebfrauenmünster, Cathédrale Notre-Dame de Strasbourg) (römisch-katholisch): Zier der Marienglocke "Regina Pacis", 1975